# 4328 Valina
4328 Valina eller 1982 SQ2 är en asteroid i huvudbältet som upptäcktes den 18 september 1982 av den belgiske astronomen Henri Debehogne vid La Silla-observatoriet. Den är uppkallad efter Valentina A. Andreichenko och Alina Eduardovna.
Asteroiden har en diameter på ungefär 3 kilometer.